# Eyes Closed
"Eyes Closed" é uma canção da cantora estadunidense Halsey, gravada para o seu segundo álbum de estúdio Hopeless Fountain Kingdom. Foi composta pela própria com o auxílio de Abel Tesfaye, Magnus Høiberg, Benjamin Levin e Nathan Perez, sendo produzida pelos três últimos. O seu lançamento ocorreu em 4 de maio de 2017, através da Astralwerks, servindo como o primeiro single promocional do disco.

## Faixas e formatos
| Download digital |               |         |  |
| N.º              | Título        | Duração |  |
| 1.               | "Eyes Closed" | 3:22    |  |

## Desempenho nas tabelas musicais

### Posições
| Tabela musical (2017)                                  | Melhor posição |
| ------------------------------------------------------ | -------------- |
| Austrália (ARIA Charts)                                | 62             |
| Canadá (Canadian Hot 100)                              | 73             |
| Escócia (The Official Charts Company)                  | 48             |
| Estados Unidos (Bubbling Under Hot 100 Singles)        | 1              |
| França (Syndicat National de l'Édition Phonographique) | 171            |
| Nova Zelândia (NZ Top 10 Heatseekers Singles)          | 5              |